# Барберино Вал д'Елза
Барберино Вал д'Елза (итал. Barberino Val d'Elsa) је насеље у Италији у округу Фиренца, региону Тоскана.
Према процени из 2011. у насељу је живело 1258 становника. Насеље се налази на надморској висини од 341 м.

## Географија
| Клима (Барберино Вал д'Елза) | Клима (Барберино Вал д'Елза) | Клима (Барберино Вал д'Елза) | Клима (Барберино Вал д'Елза) | Клима (Барберино Вал д'Елза) | Клима (Барберино Вал д'Елза) | Клима (Барберино Вал д'Елза) | Клима (Барберино Вал д'Елза) | Клима (Барберино Вал д'Елза) | Клима (Барберино Вал д'Елза) | Клима (Барберино Вал д'Елза) | Клима (Барберино Вал д'Елза) | Клима (Барберино Вал д'Елза) | Клима (Барберино Вал д'Елза) |
| Показатељ \ Месец            | .Јан.                        | .Феб.                        | .Мар.                        | .Апр.                        | .Мај.                        | .Јун.                        | .Јул.                        | .Авг.                        | .Сеп.                        | .Окт.                        | .Нов.                        | .Дец.                        | .Год.                        |
| ---------------------------- | ---------------------------- | ---------------------------- | ---------------------------- | ---------------------------- | ---------------------------- | ---------------------------- | ---------------------------- | ---------------------------- | ---------------------------- | ---------------------------- | ---------------------------- | ---------------------------- | ---------------------------- |
| Апсолутни максимум, °C (°F)  | 10,2 (50,4)                  | —                            | —                            | —                            | —                            | —                            | —                            | —                            | —                            | —                            | —                            | —                            | 10,2 (50,4)                  |
| Средњи максимум, °C (°F)     | 10,2 (50,4)                  | 11,6 (52,9)                  | 14,6 (58,3)                  | 18,8 (65,8)                  | 23,2 (73,8)                  | 27,5 (81,5)                  | 30,9 (87,6)                  | 30,6 (87,1)                  | 27,2 (81)                    | 20,7 (69,3)                  | 14,7 (58,5)                  | 10,9 (51,6)                  | 30,9 (87,6)                  |
| Средњи минимум, °C (°F)      | 0,7 (33,3)                   | 1,0 (33,8)                   | 3,4 (38,1)                   | 6,3 (43,3)                   | 9,2 (48,6)                   | 13,0 (55,4)                  | 15,3 (59,5)                  | 14,9 (58,8)                  | 12,7 (54,9)                  | 8,3 (46,9)                   | 5,4 (41,7)                   | 2,3 (36,1)                   | 0,7 (33,3)                   |
| [ тражи се извор ]           |                              |                              |                              |                              |                              |                              |                              |                              |                              |                              |                              |                              |                              |

## Становништво
| 1931. | 1936. | 1951. | 1961. | 1971. | 1981. | 1991. | 2001. | 2011. |
| ----- | ----- | ----- | ----- | ----- | ----- | ----- | ----- | ----- |
| 5.971 | 5.978 | 5.856 | 4.881 | 3.570 | 3.308 | 3.542 | 3.871 | 4.351 |